# Rfissa
Ne doit pas être confondu avec rfiss.
 (janvier 2024).
Si vous disposez d'ouvrages ou d'articles de référence ou si vous connaissez des sites web de qualité traitant du thème abordé ici, merci de compléter l'article en donnant les références utiles à sa vérifiabilité et en les liant à la section « Notes et références ».
La rfissa (en arabe : رْفِيسَة), également appelée trid, est un mets culinaire, à base de msemmen (crêpe maghrébine).
La rfissa marocaine fait partie des traditions culinaires de ce pays. Elle est à base d'un bouillon de lentilles, d'oignons, de gingembre, de coriandre, de safran, de ras el hanout et de fenugrec (tifiḍas en amazigh, halba en arabe), qui lui procure sa saveur.[réf. nécessaire] Il est accompagné de viande de poulet.

## Nom
Au Maroc, elle est généralement appelée rfissa ou parfois trid. Il s'agit d'une variante du tharid.

## Variantes
Bien que peu servie dans les restaurants, la rfissa marocaine est populaire dans les foyers. Ses ingrédients et sa préparation varient selon les régions et les familles. Traditionnellement, elle est préparée à l'occasion d'une naissance afin de permettre à la mère de retrouver ses forces. Elle contient souvent du poulet et des lentilles. Elle est originaire de la ville de Fès.
Outre la rfissa marocaine, il existe aussi la rfissa tunisiennne, sucrée,,.

### Filmographie
- Mounia Meddour, La Cuisine en héritage, réal., Paris, Centre national de la cinématographie, 2009, 1 DVD (50 min), coul. (Images de la culture, sciences humaines et faits de société) ; version en français. Lieu de tournage : Ouarzazate, Fès, Maroc. Cop. : Cocktail productions, Génération Vidéo, 2009.